# Nikola Pejaković
Nikola Pejaković (en serbio: Никола Пејаковић; nacido el 16 de septiembre de 1966) es un actor, guionista y músico serbio. Después de terminar la escuela secundaria de arte, ingresó en la Facultad de Arte de Artes Dramáticas en Belgrado, departamento de dirección teatral. Además de su carrera como actor, Pejaković también es músico y toca la guitarra, el piano y la armónica. Desde que nació sin un dedo meñique en su mano derecha, es un guitarrista de cuatro dedos, registrado en la Coalición Americana de Músicos Discapacitados. Compuso el último éxito de kafana "Haljinica boje lila" ("Vestido de color lila").
Pejaković escribió guiones y apareció como actor en las películas Lepa sela lepo gore (Bonito pueblo, bonita llama) y Rata uživo (Guerra en vivo). Dirigió la serie de televisión Složna braća y actuó en las películas Mi nismo anđeli (No somos ángeles), dirigida por Srđan Dragojević, y Rock and roll uzvraća udarac (No somos ángeles 3: El rock and roll contraataca), dirigida por Petar Pašić. Es director de teatro y sus obras suelen contar con la puesta en escena, el vestuario y la banda sonora creados íntegramente por él.

## Carrera como músico

### Kolja i Smak Bijelog Dugmeta
Las canciones que Pejaković había compuesto a mediados de la década de 1980 fueron lanzadas en su álbum debut Mama, nemoj plakati (Mamá, no llores), lanzado por System Records en 2001. Influenciado por diversos géneros y cruzándolos con letras ingeniosas y un poco vulgares, Pejaković describió su estilo musical como "alma porno". Las canciones fueron grabadas con una banda de acompañamiento de estudio, a la que llamó Smak Bijelog Dugmeta (un comentario ingenioso sobre las dos populares bandas yugoslavas de la década de 1970, Smak y Bijelo Dugme), compuesta por Saša Lokner (teclados), Vojislav Aralica (productor del álbum, guitarra, bajo, teclados) y Dejan Momčilović (batería). Para la portada del álbum, Pejaković eligió la obra de Dragan Papić llamada "Žalim slučaj" ("Lo siento"). El álbum fue grabado entre el 25 de octubre de 1998 y el 13 de enero de 1999 en el estudio Goran Kostić Go-Go en Belgrado. Durante el mismo año, también apareció como el escritor de la banda sonora de la película Normalni ljudi (Gente normal) de Oleg Novković, y en 2005 escribió la banda sonora del cortometraje Wedding, los cuales nunca se lanzaron oficialmente en un álbum de banda sonora.
Desde diciembre de 2004 hasta agosto del año siguiente, Pejaković volvió a entrar en el estudio Go-Go para grabar el material de su segundo álbum en solitario, pero no fue hasta 2009 que se lanzó el álbum Kolja, una vez más a través de System Records. Pejaković grabó el álbum con las coristas Jasmina Nunić Pera y Tamara Aralica, el productor Vojislav Aralica que grabó teclados, slide, guitarra acústica, eléctrica y bajo, Ivan Aleksijević en órgano y teclados, Neša Petrović en saxofón alternativo y Dejan Sparavalo en violín. Con el fin de promocionar el lanzamiento del álbum, Pejaković también grabó una versión de la canción de Šarlo Akrobata "Samo ponekad" ("Solo de vez en cuando"), lanzada para descarga digital gratuita en el sitio oficial de System Records.

### "Haljinica boje lila"
Pejaković escribió el éxito de música folclórica "Haljinica boje lila" ("Un vestido de color lirio"), con su novia en ese momento y cantante de Turbo-folk Lola, con quien grabó la canción. La canción fue grabada con el entonces productor anónimo Željko Joksimović, siendo finalmente lanzada en el álbum de Lola Crne oči (Ojos oscuros) en 2001. Una versión en vivo de la canción fue lanzada en el segundo álbum de estudio, Kolja, lanzado en 2009.
La cantante pop croata Severina grabó una versión de la canción en 2008 en su álbum Zdravo Marijo (Ave María), con los arreglos hechos por Goran Bregović.

## Discografía

### Álbumes de estudio
- Mama, nemoj plakati (2001)
- Kolja (2009)
- Grobovlasnici (2013)
- 4 Prsta (2018)

### Sencillos
- "Samo ponekad" (2009)
- "Svaku noć je isti mra" (2018)